# Hintere Bachofenspitze
Hintere Bachofenspitze – szczyt w paśmie Karwendel, w Alpach Wschodnich. Leży w Austrii, w kraju związkowym Tyrol, przy granicy z Niemcami. Na szczycie znajduje się krzyż. Szczyt leży na północ od miasta Innsbruck. Na szczyt prowadzi droga ze schroniska Pfeishütte.